# Willem Mulierhof
Het Willem Mulierhof is een plein in de Van Tijenbuurt in de wijk Geuzenveld in Amsterdam Nieuw-West.

## Geschiedenis en ligging
Het plein en de bijbehorende straat kregen per raadsbesluit van 20 juli 1955 haar naam; een vernoeming naar sportbestuurder Pim Mulier. Het stratenplan van deze buurt is afkomstig van architect en stedenbouwkundige Siegfried Nassuth van de Dienst der Publieke Werken.
Het plein ligt in de wijk Geuzenveld. Het plein heeft in de loop der tijden een V-vorm gekregen waarvan de bovenzijde begrensd wordt door het gemeentelijk monument de atelierwoningen aan de Van Karnebeekstraat. Die Van Karnebeekstraat levert ook de enige twee toegangen tot dit hofje, dat aan de zuidzijde wordt ingesloten door grachten.

## Gebouwen
De even huisnummers oplopend van 2 tot en met 16 zijn verdeeld over twee blokjes van vier woningen die op het plein staan (een derde blokje kreeg adressen aan de Van Karnebeekstraat). Zij dateren uit rond 1958. De oneven huisnummers vormen de V. Huisnummer 1 tot en met 23 komen uit dezelfde tijd en zijn gebouwd in dezelfde stijl. Deze woningen zijn gebouwd volgens het RBM-systeem (een stapelbouwvariant van de Rijnlandsche Betonbouw Maatschappij, later opgegaan in Intervam) naar een ontwerp van Willem van Tijen, die ook de eerdergenoemde atelierwoningen ontwierp.
Huisnummer 45-55, vijf patiowoningen zijn van latere datum (1963) en zijn ontworpen door architect Frits Dekeukeleire (1925-1985).

### Willem Mulierhof 25-31
Op de zuidelijke V-punt staat op huisnummer 25 tot en met 31 een blokje van vier woningen ontworpen door architecten Chris Boot en Kaspar Aussems. Het maakt deel uit van bouwproject Het Kwadrant, dat voorzag in nieuwbouw in Geuzenveld. In de omliggende straten werd in 2007 nieuwbouw gerealiseerd, dat sterk afweek van de reeds aanwezig bouw van rondom 1960. Rijtjeshuizen, deels vervallen, gingen tegen de vlakte om plaats te maken voor eengezinswoningen in een paviljoenachtige opzet. Door het toepassen van prefab betonskelet konden de woningen vrij snel gebouwd worden. Aan het skelet werd vervolgens EPDM bevestigd, een kunststof van gewapend glasvezel. Het Kwadrant werd genomineerd voor de Amsterdamse Nieuwbouwprijs 2008.

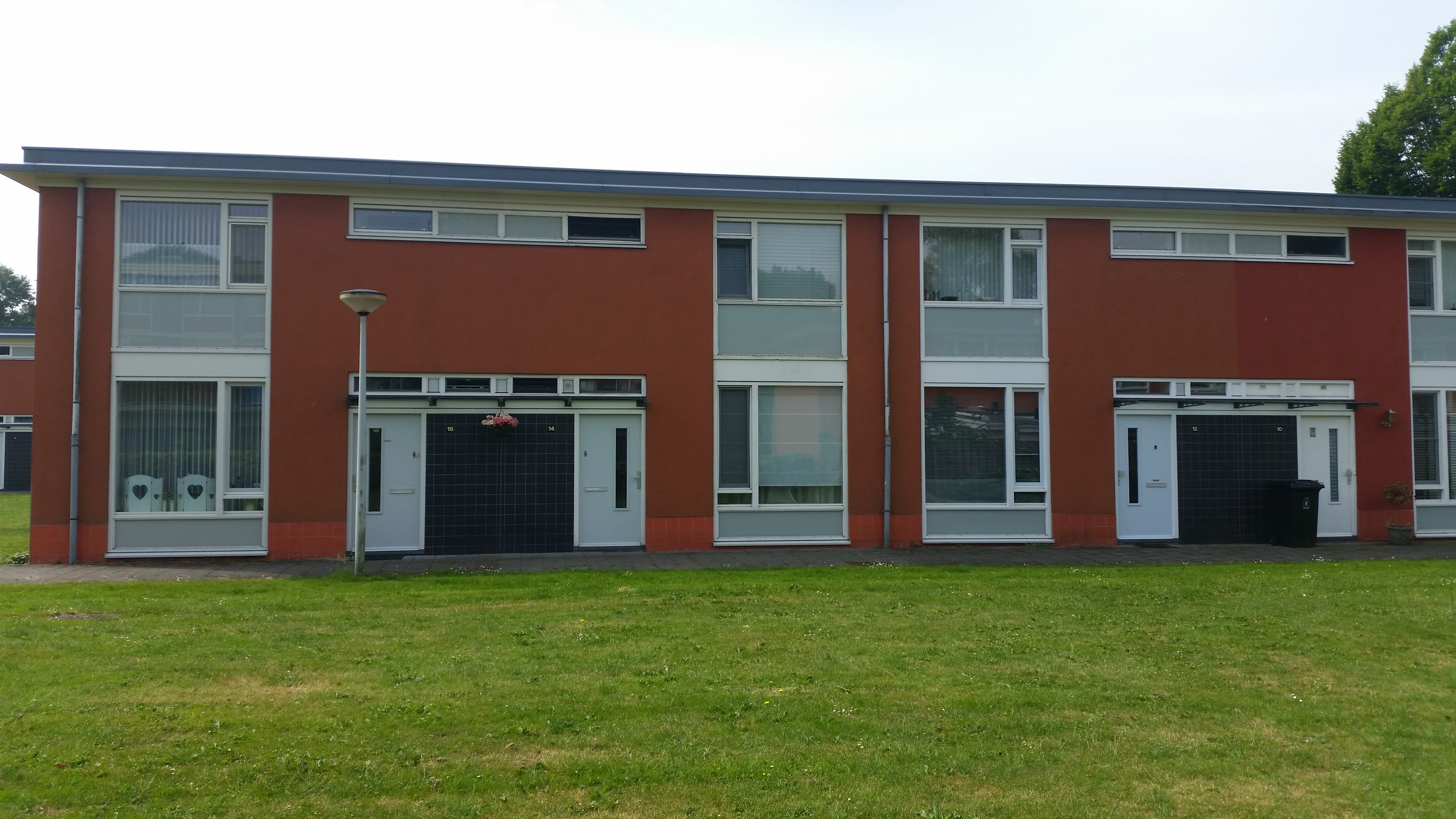
Willem Mulierhof 10-16 (juni 2018)

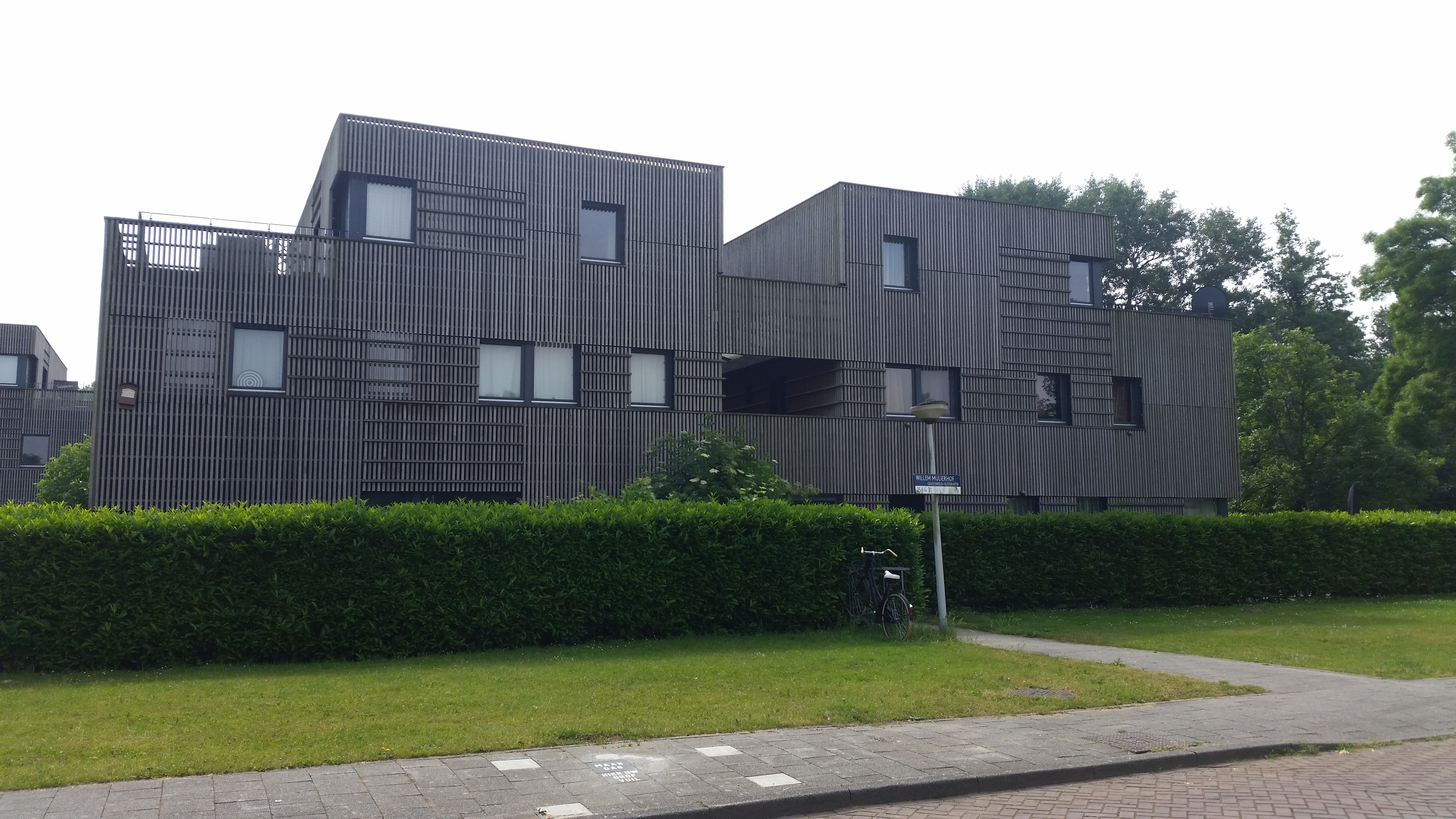
Willem Mulierhof 25-31 (juni 2018)